# Krystyna Sędzimir
Krystyna Sędzimir, po mężu Krawców (ur. 8 stycznia 1923 w Pruszkowie, zm. 15 listopada 1997 tamże) – polska łyżwiarka, zawodniczka łyżwiarstwa szybkiego, reprezentantka kraju.

## Życiorys
Była zawodniczką Znicza Pruszków i Kolejarza Pruszków.
Reprezentowała Polskę na wielobojowych mistrzostwach świata w 1950, zajmując 19. miejsce. Na wielobojowych mistrzostwach Polski została w 1946 i 1947 mistrzynią Polski (w 1946 wygrała również wyścigi na 1500 metrów i 3000 metrów, w 1947 wyścigi na wszystkich czterech dystansach (500, 1000, 1500 i 3000 metrów), w 1950 wicemistrzynią Polski (na 500 i 1500 metrów zajęła 2. miejsce).
W czasie II wojny światowej była łączniczką Armii Krajowej w VI Rejonie Obwodu VII „Obroża”.